# Berlin Nordbahnhof
Berlin Nordbahnhof (pol. Berlin Dworzec Północny) – stacja kolejowa w Berlinie, obsługująca obecnie pociągi S-Bahn, niegdyś również dworzec czołowy obsługujący połączenia dalekobieżne.

## Stacja dalekobieżna
1 sierpnia 1842 otwarto Kolej Szczecińską, a wraz z nią czołowy Stettiner Bahnhof (pol. Dworzec Szczeciński) w Berlinie. Początkowo odjeżdżały z niego pociągi do Eberswalde i Angermünde, rok później linię wydłużono do Szczecina. W 1851 uruchomiono kolej łączącą dworzec z innymi dworcami czołowymi przez Hamburger Bahnhof, Potsdamer Bahnhof, Anhalter Bahnhof do Frankfurter Bahnhof (obecnego Ostbahnhof).
Od 1870 zlikwidowano biegnącą poziomem ulicy kolej łączącą. Jednocześnie rozpoczęto rozbudowę dworca, aby mógł on obsłużyć wzmożony ruch pasażerski. W końcu 1876 otwarto nowy budynek dworca, zaś w 1903 został on rozbudowany o trzy niewielkie hale peronowe po wschodniej stronie.
Po podziale Berlina w 1945, jako jedyny z dużych dworców czołowych znalazł się we wschodniej części miasta. W 1950 stację przemianowano ze względów politycznych na Nordbahnhof, aby podkreślić uznanie granicy na Odrze i Nysie przez NRD. Wcześniej istniał w Berlinie inny Nordbahnhof, położony dalej na północny wschód, późniejsza stacja towarowa przy Eberswalder Straße, która służyła jako początkowy punkt pruskiej Kolei Północnej i która nigdy nie posiadała budynku odpraw pasażerów. Dwa lata po przemianowaniu dworzec dalekobieżny zamknięto, nie tylko ze względu na uszkodzenia, jakich doznał w czasie wojny, lecz przede wszystkim dlatego, że jedyne połączenie stacji z resztą sieci kolejowej prowadziło na krótkim odcinku przez Berlin Zachodni i stację Gesundbrunnen. Zamknięty dworzec wyburzono wkrótce potem.

## Stacja podmiejska i S-Bahn
Od 1897 r. kursowała kolej podmiejska do Pankow. Zbudowano dla niej obok dworca dalekobieżnego Stettiner Vorortbahnhof (z niem. Szczeciński Dworzec Podmiejski), zwany popularnie Małym Dworcem Szczecińskim. Od 8 sierpnia 1924 rozpoczynały na nim bieg elektryczne pociągi do Bernau.
27 lipca 1936 w związku z otwarciem podziemnego dworca S-Bahn dworzec podmiejski zamknięto. Dawny budynek dworca podmiejskiego istnieje do dziś. Nowy podziemny, czterotorowy dworzec zaprojektowany przez radcę budowlanego Lütticha (uczeń Richarda Brademanna) stanowił pierwszą stację tunelu północ-południe linii S-Bahn, biegnącego dalej w kierunku Dworca Friedrichstraße i Unter den Linden. Stacja powstała pod placem przeddworcowym dworca dalekobieżnego. Ze względu na ruch przesiadkowy na pociągi dalekobieżne oraz z przyczyn techniki ruchu (północny koniec tunelu S-Bahn północ-południe) zbudowano ją jako dwuperonową stację w układzie kierunkowym o półtorakrotnym zagłębieniu, przy czym zarówno na północ, jak i południe od stacji zbudowano umożliwiające zmianę kierunku ruchu tory manewrowe. Na północny zachód od stacji powstał również podziemny warsztat. Dwa perony wyspowe mają długość 157 m i szerokość 10,5 m. Schody prowadzą na poprzeczne pomosty, kontynuowane niegdyś pod peronami dworca dalekobieżnego i zapewniające wygodny dostęp, ponadto nad północnym końcem peronów zbudowano tunel towarowy, połączony z peronami przy pomocy wind. Główne wejście stacji otrzymało dość okazały pawilon wejściowy. Stację zbudowano metodą odkrywkową, tzw. berlińską. Konstrukcja stropu jednoprzestrzennej, licowanej ceramiką w kolorze kości słoniowej hali opiera się na trzech rzędach słupów stojących na peronach i między nimi. Pokryte czerwoną okładziną słupy posiadają umowne zaakcentowanie baz i kapiteli w formie wycofania okładziny. Dwuteowe belki konstrukcyjne stropu zaznaczone są kolorystycznie. Mimo że stacja projektowana była już po objęciu władzy przez nazistów, jej stylistyka i metoda projektowa jest na wskroś modernistyczna. Stosunkowo schematyczne wnętrze ma jednak neutralny charakter.
Wraz z budową Muru Berlińskiego pociągi przestały zatrzymywać się na stacji, pokonując tunel prowadzący pod wschodnią częścią miasta bez zatrzymania. Stację otwarto ponownie 1 września 1990, niedługo później musiała być jednak ponownie zamknięta ze względu na konieczny remont tunelu północ-południe, pociągi kończyły wówczas bieg na stacjach Gesundbrunnen i Friedrichstraße. 1 marca 1992 ostatecznie otwarto stację.

## Walory turystyczne i historia okolicy

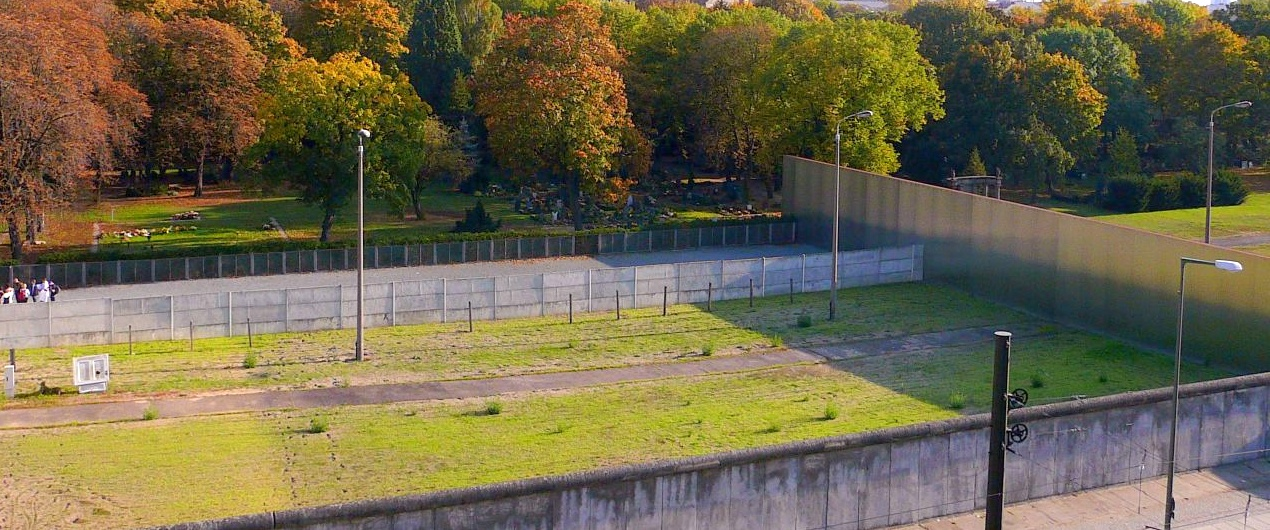
Miejsce pamięci muru berlińskiego w pobliżu stacji

Po otwarciu granic między Berlinem Wschodnim i Zachodnim na ulicy Bernauer Straße powstało Miejsce Pamięci Muru Berlińskiego (Gedenkstätte Berliner Mauer). Znajduje się tam Centrum Dokumentacji Muru Berlińskiego (Dokumentationszentrum Berliner Mauer) czynne całorocznie z darmowym wstępem. Na odcinku od stacji Nordbahnhof do stacji metra Bernauer Straße przebiega też tam fragment Ścieżki Pamięci Muru Berlińskigo (Geschichtsmeile Berliner Mauer). Znajduje się ona w pasie wewnętrznym pomiędzy dawną wschodnią i zachodnią ścianą muru. Jest to ekspozycja na świeżym powietrzu złożona ze zdjęć (również na ścianach budynków), materiałów filmowych (stanowiska z filmami do wyboru po wybraniu odpowiedniej opcji), tekstów, informacji o niektórych ofiarach ucieczek (zdjęcia i nazwiska), pozostałości po murze, zaznaczonych tuneli ucieczek i wiele innych. W miejscach, gdzie nie pozostały fragmenty muru, i gdzie było to możliwe, granice dawnego muru są zaznaczone brukowaną linią.